# (121514) 1999 UJ7
(121514) 1999 UJ7 (2002 AC180) — астероїд, що перетинає орбіту Марса, відкритий 30 жовтня 1999 року.
Тіссеранів параметр щодо Юпітера — 4,449.